# Perilla (Araneidae)
Perilla là một chi nhện trong họ Araneidae.

## Hình ảnh

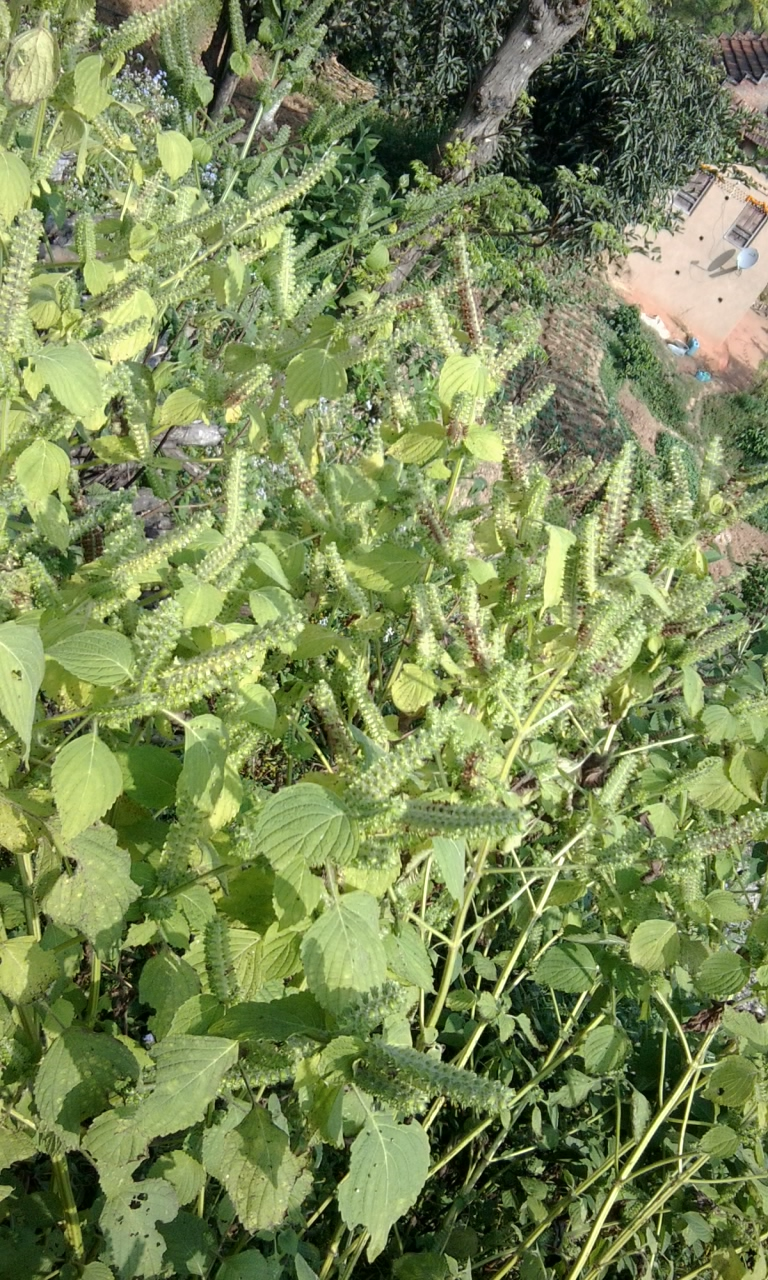
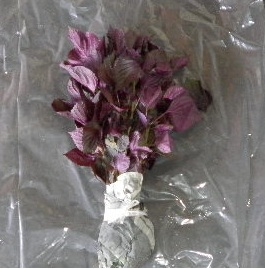